# Christoph Saurer
Christoph Saurer (ur. 22 stycznia 1986 w Wiedniu) – austriacki piłkarz występujący na pozycji pomocnika. Od 2012 jest zawodnikiem Wackeru Innsbruck.

## Kariera klubowa
Saurer treningi rozpoczął w wieku 7 lat w klubie KSV Ankerbot. W 1995 roku, mając 9 lat przeszedł do juniorskiej ekipy Austrii Wiedeń. W 2003 roku został włączony do zespołu Austria Wiedeń Amateure, będącego rezerwami Austrii Wiedeń. Do jej pierwszej drużyny został włączony w roku 2006. W Bundeslidze zadebiutował 18 listopada 2006 w wygranym 2:0 meczu z SCR Altach. W 2007 roku Saurer zdobył z klubem Puchar Austrii.
Latem 2007 roku odszedł do drużyny LASK Linz, również grającej w Bundeslidze. Pierwszy ligowy mecz zaliczył tam 10 lipca 2007 przeciwko Austrii Kärnten (1:0). 5 sierpnia 2007 w wygranym 1:0 spotkaniu z SV Ried strzelił pierwszego gola w trakcie gry w Bundeslidze. W LASK-u Saurer spędził trzy lata.
W 2010 roku podpisał kontrakt z innym zespołem Bundesligi, Rapidem Wiedeń. W 2012 roku najpierw został wypożyczony do SC Wiener Neustadt, a następnie przeszedł do Wackeru Innsbruck.

## Kariera reprezentacyjna
W reprezentacji Austrii Saurer zadebiutował 11 lutego 2009 w przegranym 0:2 towarzyskim meczu ze Szwecją.